# Forges-les-Eaux (fostă comună)

Forges-les-Eaux este o comună în departamentul Seine-Maritime, Franța. În 1 ianuarie 2018 avea o populație de 3.318 de locuitori.